# Юз Алешковський
Юз Алешковський (справжнє ім'я Йо́сип Юхи́мович Алешко́вський; нар. 21 вересня 1929 року, Красноярськ, РРФСР, СРСР — 21 березня 2022, Тампа, Флорида) — радянський і російський прозаїк, поет, сценарист, автор-виконавець пісень.

## Біографічні відомості
З 1979 року як політичний емігрант жив у США.
Лауреат Німецької Пушкінської премії, присудженої в 2001 році за сукупністю — «за твори, створені письменником з 50-х років, які зробили його однією з провідних особистостей російської літератури XX століття».
У 2011 році «Маленький тюремний роман» Юза Алешковського зайняв перше місце в номінації «велика проза» «Русской премии» — головного міжнародного літературного конкурсу для російськомовних письменників з усього світу.

## Твори
(російською)
- Собрание сочинений в 3 томах. М., ННН, 1996.
- «Два билета на электричку». М., Детская литература, 1964.
- «Чёрно-бурая лиса». — М., Детская литература, 1967.
- «Николай Николаевич» (написана 1970, изд. 1980)[40] — благодаря приёму — повествованию от лица молодого вора, который после освобождения из лагеря работает в биологическом институте, — повесть раскрывает глупость лысенковской псевдонауки.
- «Кыш, Двапортфеля и целая неделя» М., Детская литература, 1970.
- «Кенгуру» (1974—1975, изд. 1981) — своего рода плутовской роман, в котором старый вор рассказывает обо всём, что пережил во время одного процесса в поздние сталинские времена; в события романа втягивается и сам Сталин.
- «Кыш и я в Крыму». — М., Детская литература, 1975.
- «Маскировка» (1978, изд. 1980) — вся советская действительность представляется маскировкой[41].
- «Рука» (1977—1980, изд. 1980) — роман развивает тему коммунизма как «современного проявления абсолютного сатанизма»
- «Карусель» (1979) — показывает советского рабочего, который приходит к выводу, что при советском антисемитизме единственным выходом для евреев является эмиграция из СССР.
- «Синенький скромный платочек» (1982) — повесть написана в форме монолога в письмах от лица душевнобольного ветерана Великой Отечественной войны.
- «Смерть в Москве» (1985)
- «Блошиное танго» (1986)
- «Руру» (1989)
- «Перстень в футляре» (1992)
- «Предпоследняя жизнь. Записки везунчика» (2009)
- «Маленький тюремный роман» (2011) — «Русская премия» за 2011 год в номинации «Крупная проза».

## Фільмографія
Сценарист:
- «Чорнобура лисиця» (1968, фільм-спектакль, за повістю Ю. Алешковського)
- «Ось моє село» (1972, у співавт.)
- «Аварійне становище» (1973, у співавт.)
- «Перше та друге» (1974, короткометражний, реж. І. Ясулович)
- «Подія» (1974, у співавт.)
- «Киш і Двапортфеля» (1974)
- «Що з тобою коїться?» (1975)

## Пісні
(російською)
- «Антипартийный был я человек…» — Песня Молотова (Юз Алешковский, Г. Плисецкий)
- «Белого света не видел…» — Песня слепого
- «Вот приеду я на БАМ…» — Брезентовая палаточка
- «В такую погодку…» — За дождями дожди
- «Есть зоопарк чудесный…» — Медвежье танго
- «Из вида не теряя» — Никита
- «Из колымского белого ада…» — Окурочек
- «Лондон — милый городок…» — Песня о железном чекисте
- «Под сенью трепетной» — Осенний романс
- «Птицы не летали там, где мы шагали…» — Песня свободы
- «Пусть на вахте обыщут нас начисто…» — Советская лесбийская
- «Раз я в Питере с другом кирнул…» — Белые чайнички
- «Смотрю на небо просветлённым взором…» — Советская пасхальная
- «Товарищ Сталин, вы большой учёный…»
- «Эрнесто Че Гевара Гавану покидал…» — Кубинская разлука
- «Это было давно…» — Семеечка
- «Я отбывал в Сибири наказанье…» — Личное свидание